# Figura di galleggiamento
La figura di galleggiamento è una superficie immaginaria che si genera eseguendo la sezione di un grave immerso in un liquido in corrispondenza della sua linea di galleggiamento.
Tale figura è sempre contenuta nel rettangolo che ha per dimensioni la proiezione della lunghezza e la larghezza al galleggiamento su di un piano orizzontale, nel caso di una qualsiasi inclinazione semplice o combinata longitudinalmente o lateralmente, è quindi possibile stabilire un coefficiente, detto coefficiente di finezza della figura di galleggiamento, che è generato dal rapporto tra l'area della superficie di galleggiamento e il rettangolo che la contiene.
Tale coefficiente, calcolato nella condizione di galleggiamento diritto a varie immersioni e riportato su un grafico o tabella elaborata al computer, è un parametro che è in grado di fornire un'informazione utile sul presumibile comportamento del corpo galleggiante in presenza di moto ondoso del liquido in cui è immerso.